# Mantı

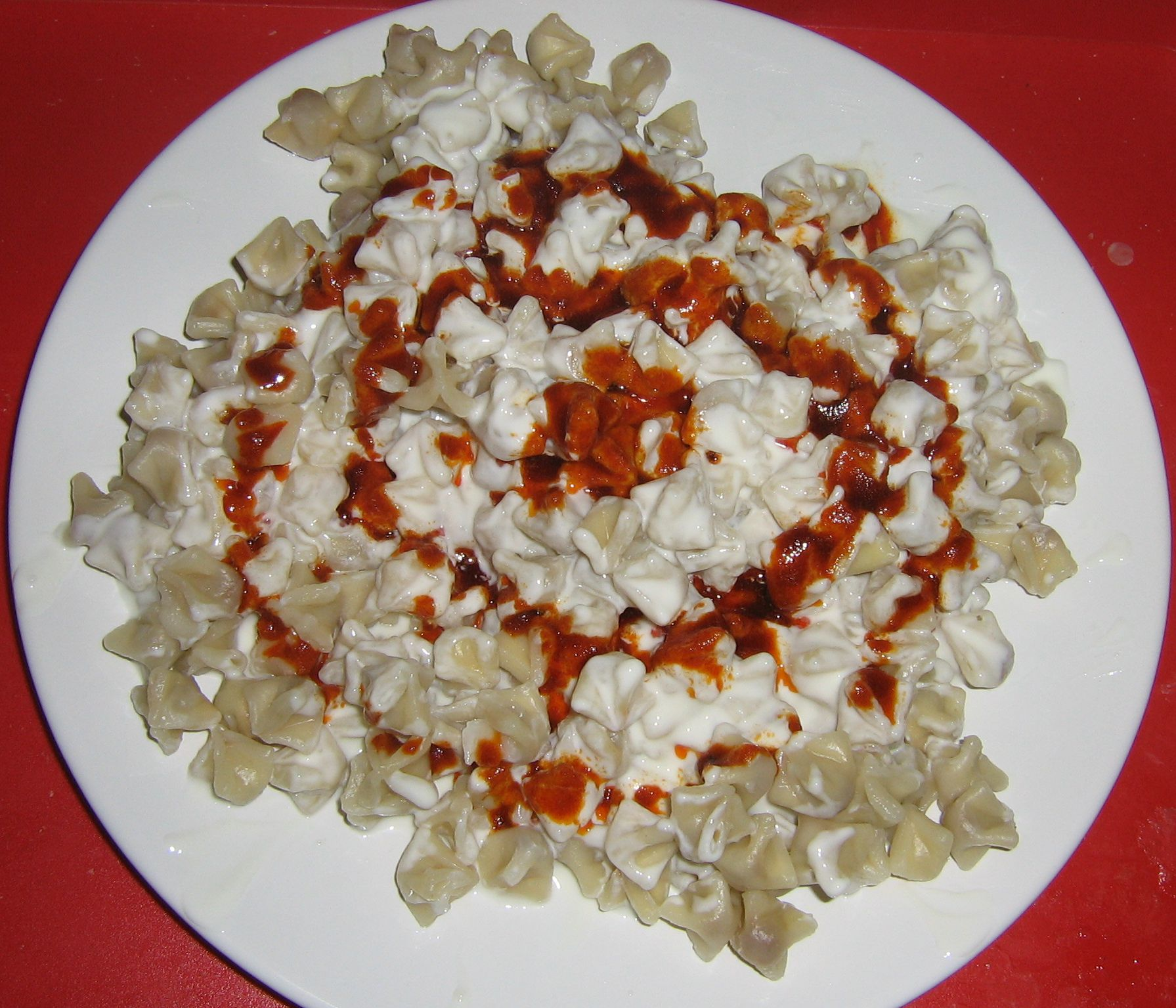
Mantı turco

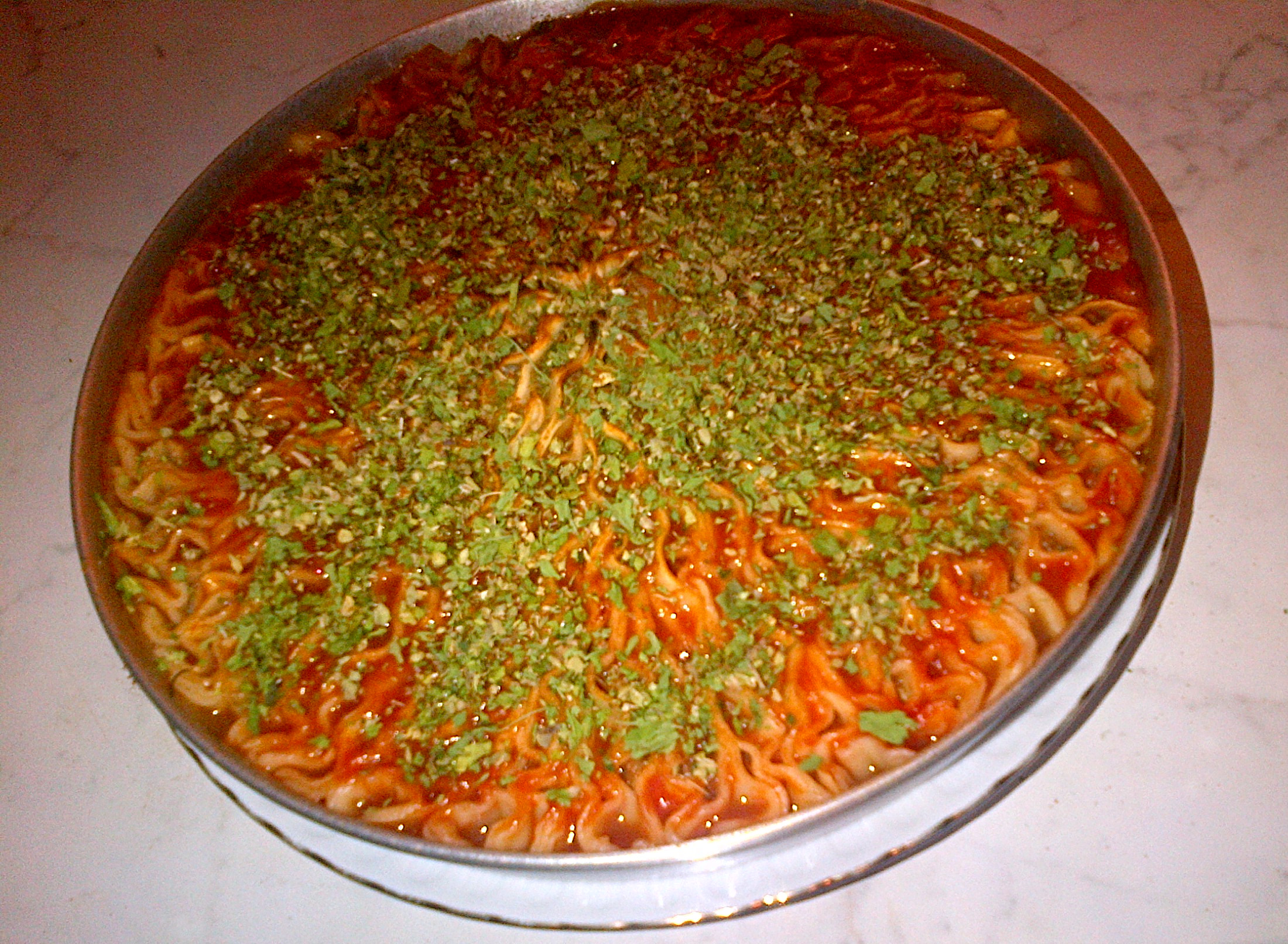
Mantı turco no forno

Mantı ou mantu (em cazaque: мәнті; em quirguiz: манты; em usbeque: manti; em arménio: մանթի; em uigur: مانتا; romaniz.: manta) são pastéis de massa de farinha recheados geralmente com carne e cozidos em água, num caldo, ou no vapor, muito populares na Turquia, Cazaquistão, Uzbequistão, Azerbaijão e Afeganistão.
Existem preparados muito semelhantes e, por vezes, com nomes também próximos, em toda a Ásia, como o mandu ou mantou, buuz, baozi, jiaozi e o momo nepalês. O mantı ganhou também popularidade na ex-União Soviética, de onde se espalhou a partir das repúblicas da Ásia Central.
Pode ainda considerar-se que os pelmeni russos, pierogi polacos, perohe ou vareniki da Ucrânia, assim como os ravioli italianos, são variantes dos mantı, por vezes com recheios muito diferentes, de batata ou outros vegetais, ou de queijos. Não confundir com os pirozhki que, apesar de terem um nome parecido com outros aqui mencionados, são pãezinhos recheados e assados no forno, ou fritos.
Uma receita de mantı turcos indica uma massa feita com farinha de trigo, sal, ovos e água, que se deixa descansar durante algum tempo. Para o recheio, mistura-se cebola e carne picadas, sal e pimenta até fazer uma pasta, com que se recheiam pequenos quadrados de massa, entretanto estendida fina, se fecham como pequenos pastéis e se cozem em água, em lume brando, até tanto a massa como o recheio estarem cozidos. Entretanto, frita-se malagueta seca em óleo e mistura-se alho esmagado com iogurte; estas duas preparações são servidas junto com os mantı.

## História
Os mantı estão ligados à migração dos povos turcos desde a Ásia Central até à Anatólia. Segundo Holly Chase, pensa-se que os cavaleiros turcos e mongóis transportavam mantı congelados ou secos, que podiam ser rapidamente cozidos numa fogueira de um acampamento. Na Turquia também são chamados tatar böregı ("böreks tártaros"), que denota a sua ligação aos povos nómadas das estepes asiáticas. Há uma receita de mantı de meados do século XV que ainda perdura: «os mantı são recheados com carne picada e puré de grão-de-bico cozido no vapor e servidos com um molho de iogurte a que se junta alho esmagado e salpicado de sumagre (`sumac´)».